# الغرفة الحلبية
الغرفة الحلبيَّة (القاعة) هي كسوة غرفة استقبال من المبنى السكني في حلب ، سوريا تعود لبداية القرن السابع عشر.
تشكل الألواح الخشبية أقدم مجموعة من بيت حلبي في سوريا العثمانية. تعد المجموعة جزءًا من مجموعات متحف الفن الإسلامي في برلين في جزيرة المتاحف . يقع متحف الفن الإسلامي في متحف بيرغامون وهو جزء من متاحف ولاية برلين ( الألمانية : Staatliche Museen zu Berlin ).
باعت عائلة وكيل عام 1912 للسيدة ماري كوخ اللوحات الخشبية التي عملت على نقلهم إلى ألمانيا ثم تبرعت بها بعد ذلك لمتحف بيرغامون في برلين . تُعرض اللوحات حاليًا في "القاعة الحلبية" في القسم الإسلامي بالمتحف.
يقع منزل بيت وكيل في حي الجديدة في شارع السيسي في حلب ، سوريا, وهو مشكل من أربع أقسام. تتضمن الألواح اسم صاحب البيت وهو عيسى بن بطرس. نحت فنان إيراني ألواح غرفة حلب عام 1603 ، وكانت الرسوم لمشاهد توراتية تصور السيدة العذراء والمسيح وتلاميذه.

## وصف

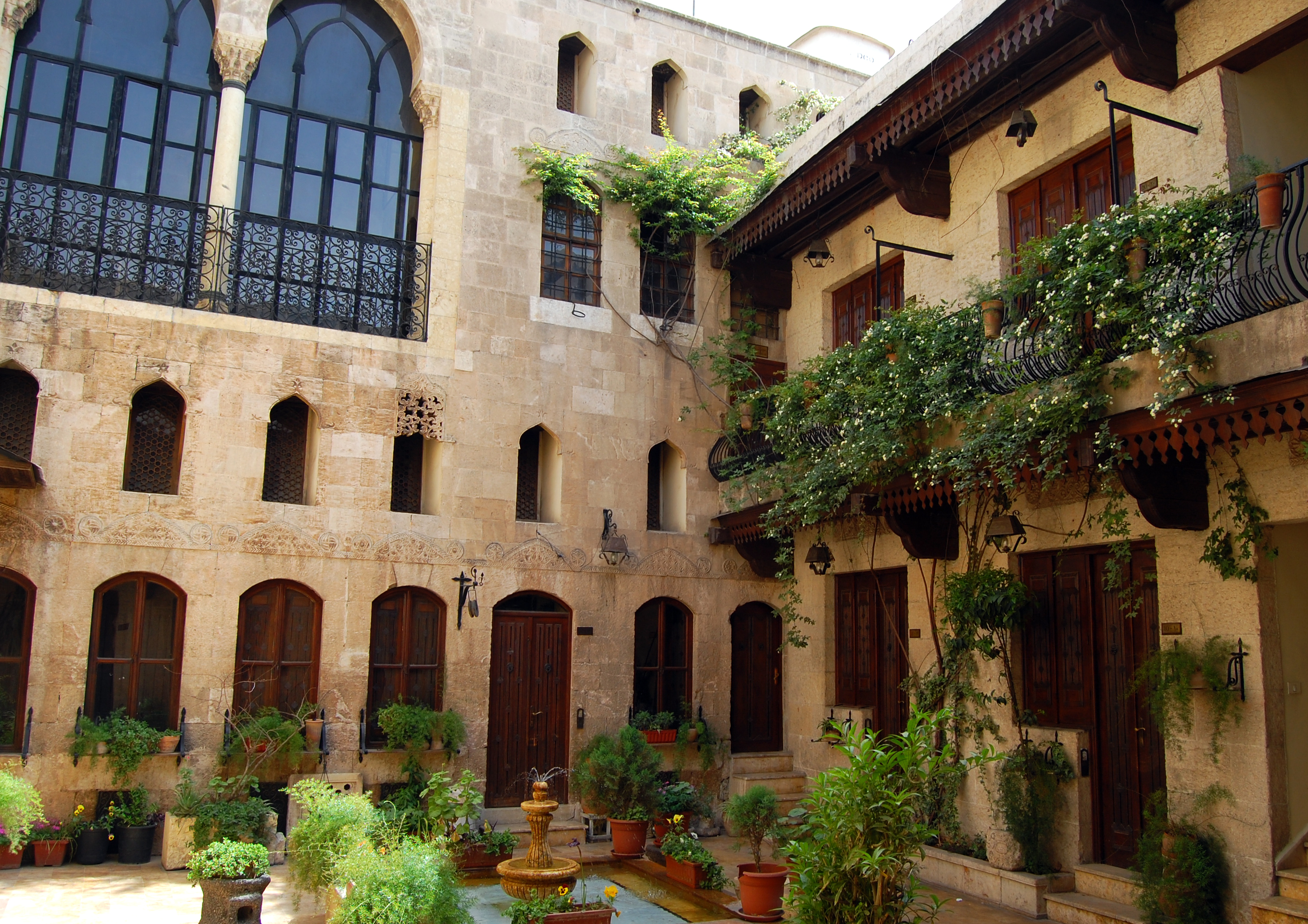
بيت وكيل في حي الجديدة بحلب ، المنزل الأول لغرفة حلب ، 36.207696 ، 37.156238

تنتمي الأعمال الخشبية المزخرفة لغرفة حلب إلى بيت وكيل في منطقة الجديدة التاريخية في مدينة حلب السورية . غطت الألواح الخشبية جدران أقدم جزء من المنزل وهو القاعة. تذكر الكتابات على الألواح ان الغرفة تعود إلى (1009 أو 1012 هجري / 1600-1601 أو 1603 ميلادي). وبناءً على ذلك، تعد هذه اللوحات اقدم مثال متوافرة لهذا الفن في سوريا العثمانية. بالإضافة إلى ذلك ، ترجع أهمية الرسومات إلى قيمتها الفريدة. لأن الزخارف النباتية تسود عادة على المشاهد في مثل هذه اللوحات ، ولكن على العكس من ذلك ، فإن رسومات غرفة حلب هي صور لأشخاص ومشاهد مختلفة تضم حيوانات أيضًا.

## السياق التاريخي

### إنشاء كسوة الغرفة الحلبية
قام عيسى بن بطرس وهو تاجر ثري في من مدينة حلب بتكليف الألواح المرسومة لجدران القاعة الواقعة شمال غرب البيت في بداية القرن السابع عشر. قام عيسى بتعيين حرفيين من أفضل ورش العمل في ذلك الوقت لرسم جدران غرفة القاعة التي سيصل إليها ضيوفه أولاً ، التي ستتضمن مجموعة متنوعة من الموضوعات. تم رسم هذه الموضوعات بناء على الرسوم التوضيحية في الكتب الإسلامية، تتكون من تركيبات نباتية وهندسية التي قدمت بأفضل أسلوب عثماني تقليدي. موضوعات مسيحية من العهدين القديم والجديد ، وتصوير مريم العذراء والطفل المسيح إضافة إلى مشاهد البلاط مثل تلك المصورة في الرسوم التوضيحية للكتب الفارسية. إن اختيار الأمثال العربية المزينة للغرفة يزيد من الانطباع بوجود مجتمع مسالم من معتقدات دينية مختلفة تعيش معًا. يظهر اسم حلب شاه بن عيسى ، أحد الحرفيين ، على الكورنيش.

## تنقل غرفة حلب

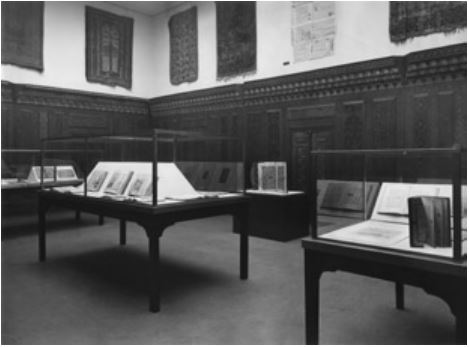
عرض لغرفة حلب حوالي عام 1938. الصورة: متحف für Islamische Kunst Berlin.

عيسى بن بطرس كان مواطنًا مسيحيًا في الإمبراطورية العثمانية في بداية القرن السابع عشر. في هذه الغرفة رحب بالزوار من خلفيات عرقية ودينية أخرى. الألواح الخشبية التي نحتها فنان إيراني عام 1603 ، تمثل مشاهد توراتية تصور مريم العذراء والمسيح وتلاميذه.
منذ أن جاءت الغرفة الحلبية من حلب ، سوريا إلى مجموعة متحف الفن الإسلامي في برلين، تغير عرضها عدة مرات. ترتبط كل هذه التغييرات بالافتراضات التاريخية ومفاهيم المتحف والأساليب التعليمية. بعد فترة وجيزة من وصولها إلى برلين ، تم عرض بعض اللوحات فقط في متحف القيصر فريدريش، المعروف الآن باسم متحف بود . من المفترض أن نقص المساحة جعل هذا التقديم المصغر ضروريًا ، لأن المجموعة الإسلامية كانت قسمًا واحدًا فقط من متحف القيصر فريدريش . لكنه يكشف أيضًا عن نية المؤسسين في ذلك الوقت. يجب أن يمثل المعرض مجموعة واسعة من الأعمال الفنية من الأراضي الإسلامية بتركيباتها المختلفة من الزخارف والأنماط. تحول الفن الإسلامي في ذلك الوقت من فن غير مفهوم إلى فن مثير للإهتمام العامة.

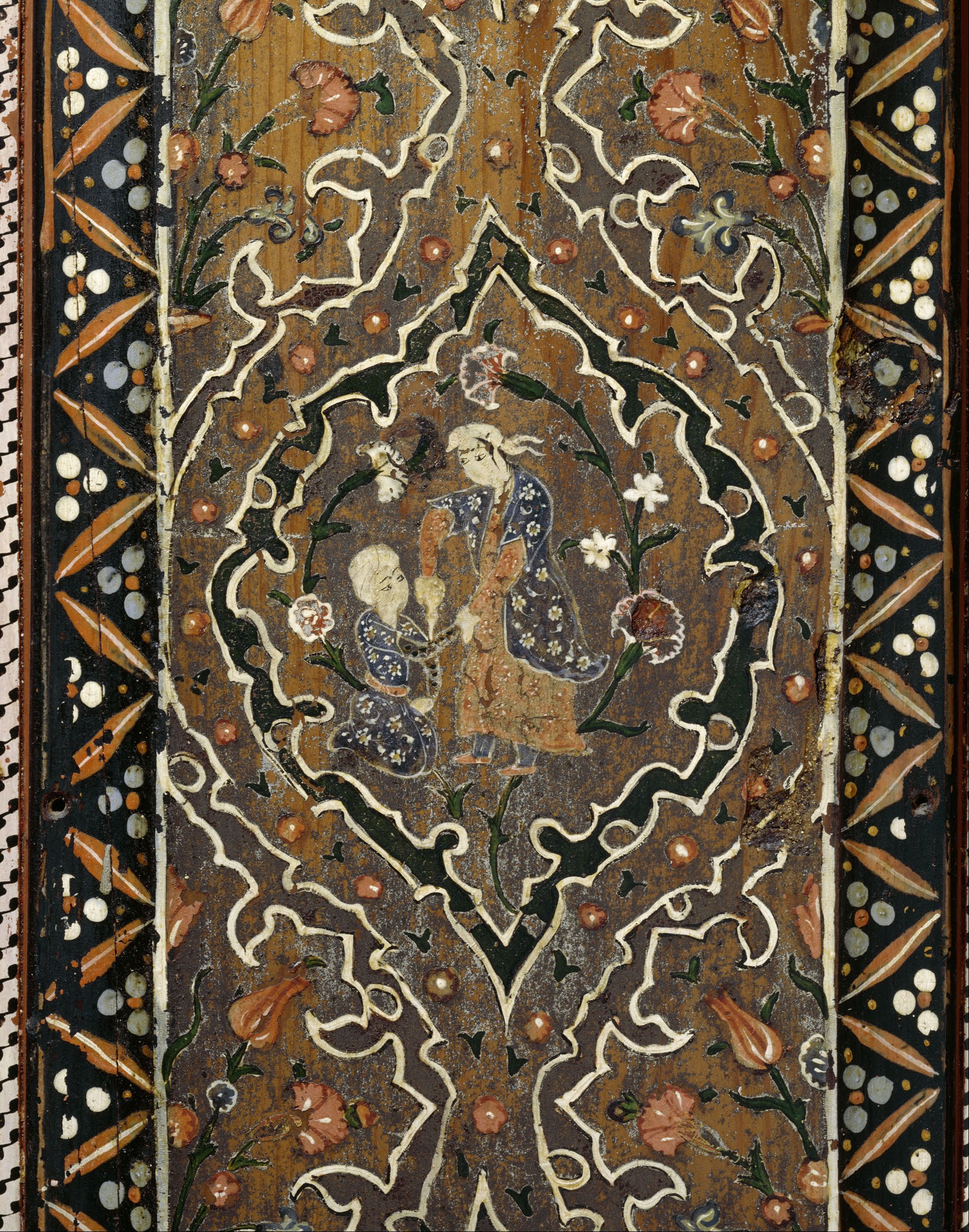

جعل هذا الفن مفهوما وموصوفا للزوار كان الهدف الأول من المعرض. في عام 1932 ، انتقلت المجموعة إلى متحف بيرغامون الذي تم بناؤه حديثًا ، حيث بقيت حتى اليوم. كانت فرصة لعرض مطول لها. مع توفر مساحة أكبر ، تم تقديم غرفة حلب في مساحة خاصة بها ، حيث يمكن مشاهدة الغرفة بأكملها مرة واحدة.
تُظهر صورة تاريخية لعام 1938 ترتيب الألواح الكاملة في شكل مستطيل على طول الجدران. وقد امتد إلى عرض تقديمي ثلاثي الأبعاد. لكن الألواح الزخرفية في غرفة حلب كانت بمثابة محيط لقاعة عرض منتظمة مع أماكن للعرض. كان التركيز في تقديمها على الجانب الفني كلوحة وقليل من الإهتمام على ارتباطها بالسياق المعماري وكتعبير عن الديكور الداخلي للمنازل. ظلت الغرفة على هذا النحو حتى نهاية الحرب العالمية الثانية . من أجل حماية الألواح ، تم تفكيكها وتخزينها في صناديق. تم تخزين بعض الألواح في المخزن في بيرغامون .

## الوضوعات في الغرفة الحلبية
هناك تصوير للعشاء الأخير حيث جلس يسوع وتلاميذه على الأرض على الطراز الشرقي . صورة أخرى تظهر نساء مع هالات مشتعلة تحيط برؤوسهن. اللوحات على جدران هذا الصالون المنتشر لها رمزية مسيحية. كان عيسى بن بطرس رجل مسيحي عربي ثري في الدولة العثمانية. قام بدمج الأيقونات المسيحية والإسلامية في هذه الصور عن عمد ، واختار للجداريات شخصيات توراتية تلعب أيضًا دورًا في القرآن . على عكس معظم شركائه التجاريين في سوريا في ذلك الوقت ، كان عيسى بن بطرس مسيحيًا .
تم العثور على الألواح المركزية في الجزء الخلفي من المشكاة الرئيسية ، إلى يسار ويمين خزانة الحائط. تتكرر موضوعات البلاط على اللوحة اليسرى ، بما في ذلك حاكم جالس على العرش ، ومطاردة ، وحفلة صيد مع أمير يحمل صقرًا. في المقابل ، تم تصوير الموضوعات المسيحية على اللوحة اليمنى ، وتشمل العشاء الأخير ورقصة سالومي أمام الملك هيرود وتضحية إسحاق. تحتوي اللوحات الأخرى الموجودة حول الغرفة على صور فردية من موضوعات البلاط العثماني أو مسيحية ، مثل قصة مجنون ليلى لنظامي (1141-1202) من هفت بيكار ، أو مريم العذراء والطفل أو القديس جرجس. يتم تصوير الحيوانات الحقيقية والخيالية جنبًا إلى جنب. على الأرجح أن هذا التنوع الضخم في الرسومات والتقنيات على جدران هذه اللوحة قد يكون فريدا لمدينة حلب التجارية في سوريا العثمانية.

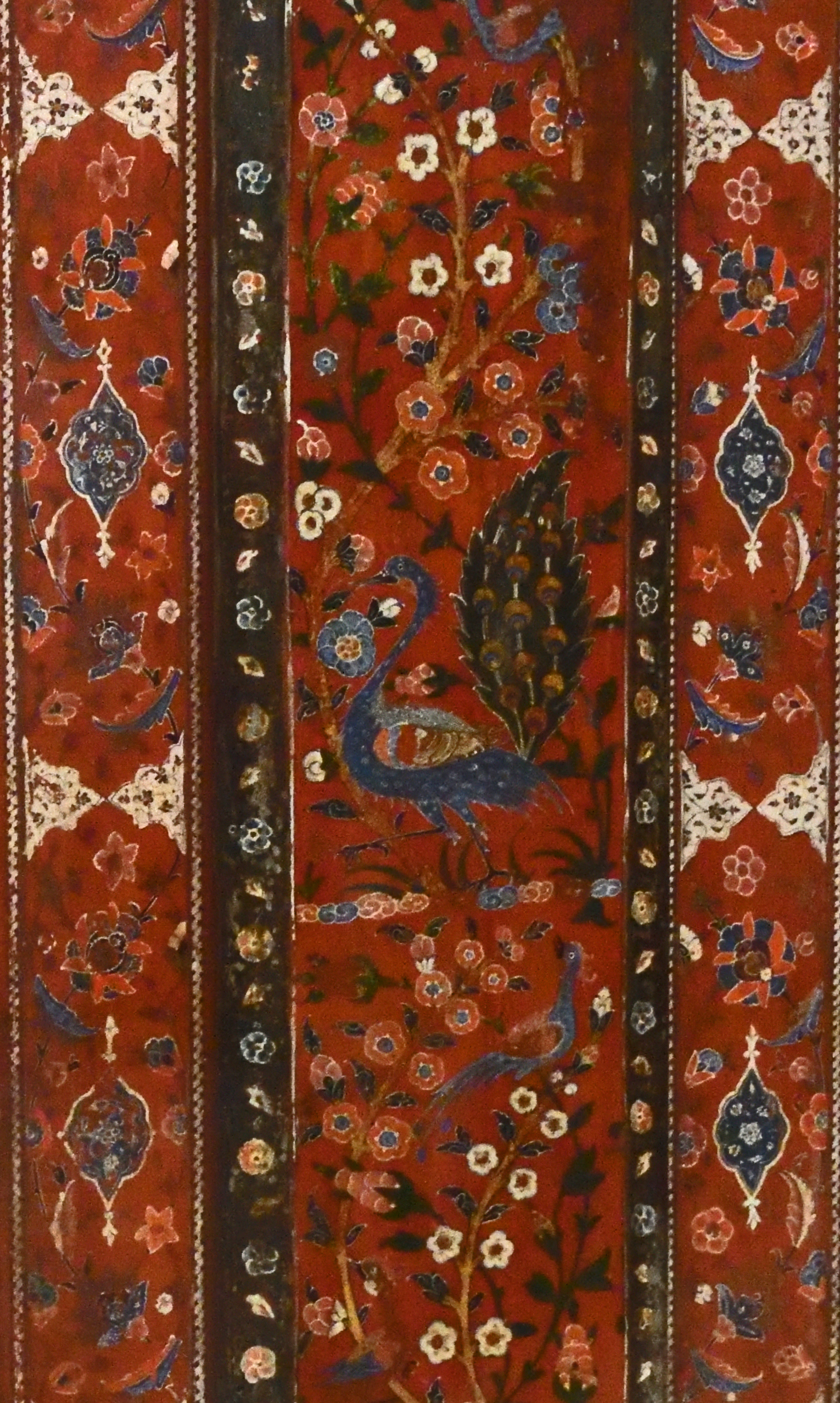
تفصيل في غرفة حلب - لوحة مصبوغة على الخشب تظهر في اللوحة طاووس

| اسم الكائن | موقع           | متحف القابضة                         | تاريخ الكائن                         | رقم جرد المتحف: | الفنان (الفنانون) / الحرفي (الحرفيون): | مادة (ق) / تقنية (ق)                                                        | أبعاد                                | الفترة / الأسرة الحاكمة | الأصل      |
| ---------- | -------------- | ------------------------------------ | ------------------------------------ | --------------- | -------------------------------------- | --------------------------------------------------------------------------- | ------------------------------------ | ----------------------- | ---------- |
| غرفة حلب   | برلين، ألمانيا | - متحف الفن الإسلامي بمتحف بيرغامون. | 1009 هجري أو 1012/1600 - 011 أو 1603 | ط .2862         | حلب شاه بن عيسى                        | خشب ، دهان متعدد الطبقات باستخدام مجموعة متنوعة من الأصباغ والطلاء المعدني. | ارتفاع 260 سم الطول الإجمالي 35 مترا | العثماني                | حلب، سوريا |

## فهرس
1. سوفاجيت ، ي. (1941). Alep، essai sur 1e développement d'une grands ville svrienne des origines au milieu du XIX siécle، tl، Paris.

## روابط خارجية
- نصوص عن الغرفة الحلبية في فهرس مكتبة ألمانيا الوطنية
- Museum für Islamische Kunst (Staatliche Museen zu Berlin)
- Museum für Islamische Kunst bei Discover Islamic Art
- Freunde des Museums für Islamische Kunst im Pergamonmuseum e.V.
- A video about the Aleppo Room, Title of the video : Discover Islamic Art: The Aleppo Room Museum of Islamic Art at State Museums Berlin
- https://www.smb.museum/en/museums-institutions/museum-fuer-islamische-kunst/about-us/films/
- https://www.archnet.org/collections/1210
- https://artsandculture.google.com/asset/aleppo-room-peacock-%CA%BFisa-bin-butrus-customer-halab-schah-bin-%CA%BFisa-production/uwGX7_eIBfTDLg
- https://syrian-heritage.org/the-aleppo-room-from-a-personal-viewpoint/